# Липовача (Вуковар)
Липовача (хорв. Lipovača) — населений пункт у Хорватії, у Вуковарсько-Сремській жупанії у складі міста Вуковар.

## Населення
Населення за даними перепису 2011 року становило 386 осіб.
Динаміка чисельності населення поселення:

## Клімат
Середня річна температура становить 11,14 °C, середня максимальна – 25,57 °C, а середня мінімальна – -6,00 °C. Середня річна кількість опадів – 655 мм.
| Клімат поселення                              | Клімат поселення | Клімат поселення | Клімат поселення | Клімат поселення | Клімат поселення | Клімат поселення | Клімат поселення | Клімат поселення | Клімат поселення | Клімат поселення | Клімат поселення | Клімат поселення | Клімат поселення |
| Показник                                      | Січ.             | Лют.             | Бер.             | Квіт.            | Трав.            | Черв.            | Лип.             | Серп.            | Вер.             | Жовт.            | Лист.            | Груд.            |                  |
| Середній максимум, °C                         | 5,98             | 7,98             | 12,56            | 17,30            | 22,72            | 25,57            | 25,14            | 24,91            | 20,83            | 15,30            | 9,40             | 5,42             |                  |
| Середня температура, °C                       | 0,00             | 2,00             | 6,60             | 11,30            | 16,72            | 19,60            | 21,20            | 21,00            | 16,92            | 11,40            | 5,50             | 1,50             |                  |
| Середній мінімум, °C                          | −6               | −4               | 0,60             | 5,30             | 10,70            | 13,60            | 17,30            | 17,09            | 13,00            | 7,50             | 1,53             | −2,4             |                  |
| Норма опадів, мм                              | 42               | 37               | 40               | 52               | 60               | 83               | 67               | 61               | 49               | 53               | 60               | 51               |                  |
| Середньомісячна швидкість вітру, м/с          | 2.30             | 2.50             | 2.84             | 2.71             | 2.44             | 2.20             | 2.20             | 2.00             | 2.00             | 2.20             | 2.30             | 2.30             |                  |
| Середньомісячна сонячна радіація, кДж/м²·день | 4301             | 7008             | 11070            | 15579            | 19439            | 21706            | 22269            | 20401            | 15128            | 9553             | 4912             | 3589             |                  |
| --------------------------------------------- | ---------------- | ---------------- | ---------------- | ---------------- | ---------------- | ---------------- | ---------------- | ---------------- | ---------------- | ---------------- | ---------------- | ---------------- | ---------------- |
| Джерело:                                      |                  |                  |                  |                  |                  |                  |                  |                  |                  |                  |                  |                  |                  |